# 63 Ophiuchi
63 Ophiuchi (también conocida como 63 Oph) es una estrella gigante de tipo O en la constelación de Sagitario, a pesar de su nombre. Durante una encuesta de 2009 para compañeros de estrellas masivas, se observó mediante interferometría moteada, pero no se encontró ningún compañero. Las mediciones inciertas de paralaje negativo de –0,77 ±0,40 minutos de arco sugieren que esta estrella extremadamente luminosa puede ubicarse a unos 4.000 años luz de distancia. Una estimación de la distancia basada en la fuerza de la línea Ca II (Calcio 2+) produce un valor más modesto de 2.605 al (977 pc). La estrella se encuentra a solo 0,3° al norte del plano galáctico.
En 1983, los astrónomos del Instituto Astronómico Sternberg en Moscú, Rusia, identificaron una nebulosa débil en forma de concha que rodeaba la estrella que estaba siendo excitada por la energía de la estrella. Llamada Sharpless 22, esta nebulosa en forma de anillo tiene una estructura de doble capa con una envoltura interna que abarca 45-50' (9-18 pc), rodeada por una envoltura difusa de unos 65-80' (14-29 pc) de ancho. A una tasa de pérdida de masa estimada de (6–8)×10−6 M☉/al, le tomaría a la estrella aproximadamente (1–5)×105 años producir una nebulosa de este tipo a partir del flujo de su viento estelar.